# Andreas Meyerhans

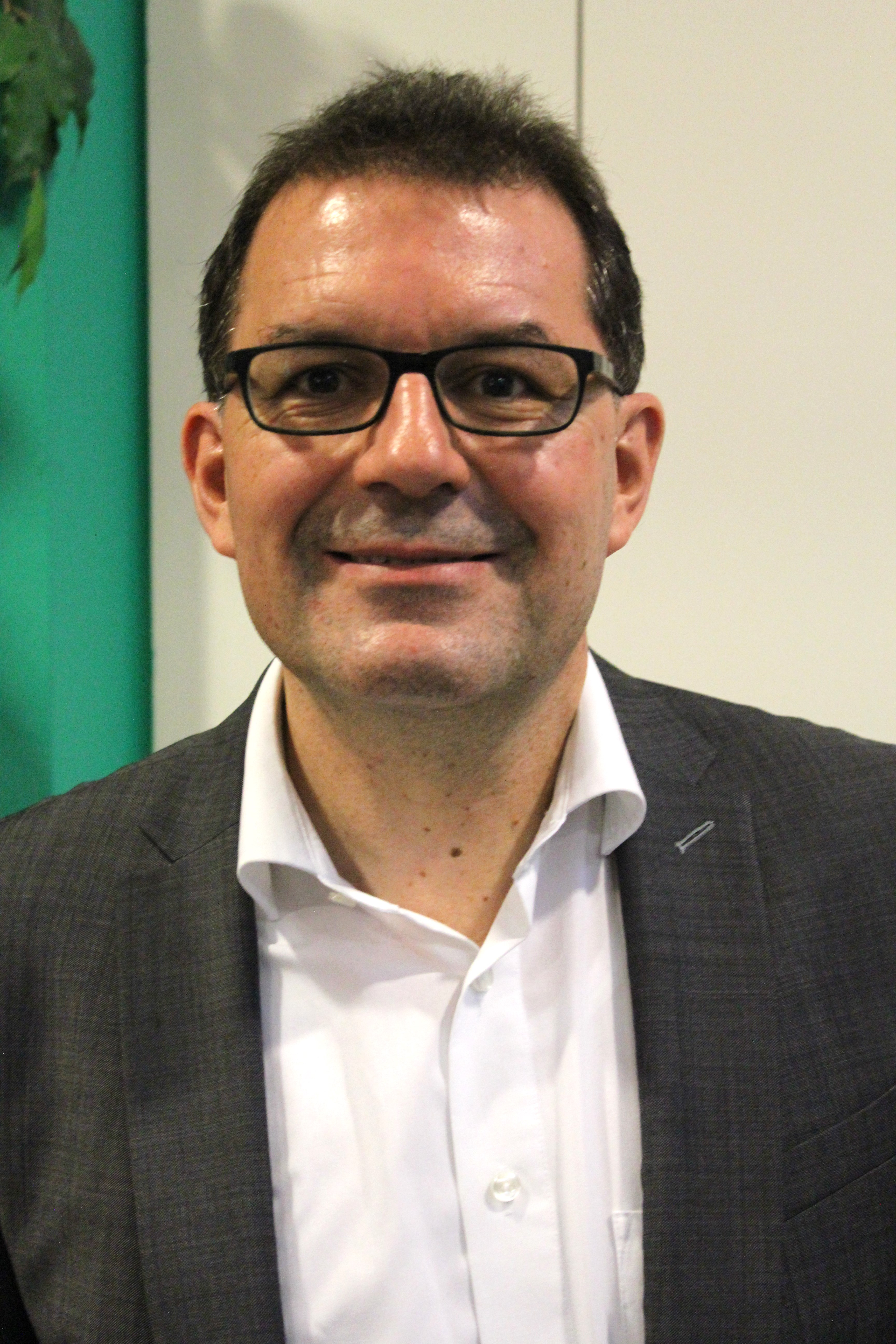
Andreas Meyerhans (2016)

Andreas Theo Meyerhans (* 1968 in Langnau im Emmental) ist ein Schweizer Historiker und Politiker (CVP).

## Leben
Andreas Meyerhans war Mitarbeiter des Klosterarchivs Einsiedeln bei der Reorganisation nach 2000. Von 2000 bis 2004 arbeitete er auch als wissenschaftlicher Mitarbeiter am Historischen Seminar der Universität Zürich, am Lehrstuhl von Roger Sablonier. Ab 2005 redigierte er im Auftrag des Historischen Vereins des Kantons Schwyz das Buchprojekt «Geschichte des Kantons Schwyz», welche 2012 in sieben Bänden erschienen ist.
Meyerhans arbeitet in der Gesundheitsdirektion des Kantons Zug und als Historiker in verschiedenen Publikationsprojekten sowie im Archivbereich im ganzen Kanton Schwyz. Bei Schwyz Tourismus und dem Historischen Verein des Kantons Schwyz übt er Vorstandstätigkeiten aus. Er ist verheiratet und hat zwei Kinder.

## Politik
Von 2000 bis 2012 war Andreas Meyerhans Gemeinderat in Wollerau. Seit 2004 vertritt er seine Gemeinde im Schwyzer Kantonsrat. Seit Herbst 2010 präsidiert er die Schwyzer CVP-Kantonalpartei, zudem war er Fraktionschef im Kantonsrat. 2016 kandidierte er für die CVP bei den Regierungsratswahlen.

## Publikationen
- Die Höfe und die Helvetik. In: Mitteilungen des Historischen Vereins des Kantons Schwyz. 89, 1997, S. 77–94 (doi:10.5169/seals-167948).
- Der Kanton Schwyz 1798–1848. Der Weg in den Bundesstaat. Schwyzer Hefte, Schwyz 1998, ISBN 3-909102-34-4.
- Der «Kanton Ausserschwyz» – Scherz oder Ernst im Sommer 1975? In: Mitteilungen des Historischen Vereins des Kantons Schwyz. 95, 2003, S. 173–186 (doi:10.5169/seals-168977).
- Von der Talgemeinde zum Länderort. In: Geschichte des Kantons Schwyz. Band 2: Vom Tal zum Land. 1350–1550. Chronos, Zürich 2012, ISBN 978-3-0340-1118-1, S. 9–63.
- mit Andreas Kränzle, Bettina Mosca-Rau (Hrsg.): Von guten Taten und Goldenen Bullen. Geschichten aus Archiv und Musikbibliothek des Klosters Einsiedeln. Grischa, Thusis 2012, ISBN 978-3-9524034-0-2.
- mit Sandro Salvetti: 150 Jahre Schwyzer Kantonalsängerverband.
- mit Sandro Salvetti: 150 Jahre Schwyzer Kantonal-Schützengesellschaft.